# 19500 Hillaryfultz
19500 Hillaryfultz este un asteroid din centura principală de asteroizi.

## Descriere
19500 Hillaryfultz este un asteroid din centura principală de asteroizi. A fost descoperit pe 23 mai 1998 la Socorro, New Mexico, în cadrul proiectului LINEAR. Asteroidul prezintă o orbită caracterizată de o semiaxă mare de 2,71 ua, o excentricitate de 0,08 și o înclinație de 7,2° în raport cu ecliptica.